# Benedek Árkosi Gelei
Benedek Árkosi Gelei (n. ?, Arcuș, Covasna- d. 3 decembrie 1647, Cluj) a fost un teolog unitarian si medic maghiar din Transilvania.

## Opere literare
- De laudibus philosophia et medicinae elegium, 1639
- De theologiae dignitate et praestantia, 1639